# SK Nevele
SK Nevele was een Belgische voetbalclub uit Nevele. De club sloot in 1962 aan bij de KBVB met stamnummer 6570.
In 2019 werd de club opgeheven wegens een gebrek aan vrijwilligers, leden, inkomsten en toeschouwers, terwijl ook de relatie met de gemeente was verzuurd.

## Geschiedenis
De club werd in 1925 opgericht en speelde tot 1962 bij het Katholiek Vlaams Sportverbond Oost-Vlaanderen.
SK Nevele was erg succesvol in het KKVS en werd er herhaaldelijk kampioen. Begin jaren zestig fuseerde de club met rivaal FC Voorwaarts Nevele dat al bij de KBVB was aangesloten en onder de naam SK Nevele ging men verder bij de KBVB.
In 1962-1963 ging men van start in Derde Provinciale, wat toen de laagste reeks was. In 1969 werd SK Nevele vice-kampioen in deze reeks, maar door de hervorming van de provinciale reeksen en de invoering van Vierde Provinciale, ging het niveau in Derde Provinciale naar omhoog en in 1970 zakte de club naar Vierde Provinciale.
Eind jaren zeventig was de club steevast bovenin te vinden in Vierde Provinciale en in 1979 werd men er kampioen en mocht terug naar Derde Provinciale. 
Ook hier bleek SK Nevele een te duchten tegenstander en na een tweede plaats in 1980, werd men in 1981 kampioen en mocht de club voor het eerst in zijn geschiedenis naar Tweede Provinciale.
Tot 1996 zou SK Nevele in deze reeks spelen en liefst zeven maal werd een plaats in de top vijf behaald.
Vanaf 1994 was het wat minder geworden en een vijftiende plaats in 1996 betekende degradatie naar Derde Provinciale.  
In 2001, exact twintig jaar na de vorige, werd de tweede kampioenstitel in Derde Provinciale behaald en SK Nevele mocht terug naar Tweede Provinciale.
De eerste seizoenen waren moeilijk en er moest tegen de degradatie worden geknokt, maar vanaf 2006 beleefde de club de sterkste periode uit zijn geschiedenis. In 2006 werd men vierde en tussen 2007 en 2009 drie maal tweede zonder dat men kon promoveren naar de hoogste provinciale reeks.
Nadien was het vet van de soep en moest er opnieuw geknokt worden om de degradatie te vermijden. 
In 2013 eindigde SK Nevele allerlaatste in zijn reeks en moest naar Derde Provinciale.
Een terugkeer naar Tweede Provinciale lukte, ondanks een tweede plaats in 2014 en een derde plaats in 2015, niet meer en in 2019 besloot men de club op te doeken wegens een gebrek aan vrijwilligers, leden en inkomsten en een verouderde accommodatie met bovendien een vertroebelde relatie met het gemeentebestuur.